# Вулф Крик (Јута)
Вулф Крик (енгл. Wolf Creek) насељено је место без административног статуса у америчкој савезној држави Јута.

## Демографија
По попису из 2010. године број становника је 1.336.
| Група             | 2000.    | 2010.         |
| Белци             | 0 (0,0%) | 1.261 (94,4%) |
| Афроамериканци    | 0 (0,0%) | 7 (0,5%)      |
| Азијати           | 0 (0,0%) | 11 (0,8%)     |
| Хиспаноамериканци | 0 (0,0%) | 24 (1,8%)     |
| Укупно            | 0        | 1.336         |